# Tomasz Jan Karczewski
Tomasz Jan Karczewski herbu Jasieńczyk (ur. ok. 1630, zm. w 1691 roku w Krotoszynie) – kasztelan halicki w latach 1690–1691, chorąży lwowski w latach 1682–1690, chorąży sanocki w latach 1679–1682, podstarości sanocki w 1677 roku, podwojewodzi lwowski w latach 1664–1689, oboźny koronny w 1663 roku, podczaszy sanocki w latach 1663–1676, łowczy chełmski w 1662 roku, sędzia kapturowy ziemi lwowskiej w 1668 roku, sędzia kapturowy ziemi lwowskiej w 1673 roku, w 1680 został komisarzem co do rozgraniczenia między Rzecząpospolitą a Imperium Osmańskim, oboźny i pułkownik królewski w 1674 roku.

## Życiorys
Jego pierwszą żoną była Barbara Przerębska, a po jej śmierci Eleonora Mniewska, wdową po Pawle Nałęcz Gembickim. Z pierwszej żony miał trzech synów (Józef, Stefan i Antoni) oraz trzy córki (Joanna, żona Wojciecha Łosia, Zuzanna, żona Aleksandra Jana Potockiego, wojewody smoleńskiego, Marianna, żona Jana Prokopa Granowskiego, starosty żytomierskiego).
Jako poseł na sejm konwokacyjny 1674 roku z ziemi sanockiej był członkiem konfederacji generalnej zawiązanej 15 stycznia 1674 roku na tym sejmie. Brał udział w negocjowaniu rozejmu z Imperium Osmańskim w 1676 roku.
Poseł na sejm koronacyjny 1676 roku, poseł sejmiku wiszeńskiego na sejm 1681 roku.
Dzięki możnym protektorom i własnym wojskowym zasługom zgromadził duży majątek, m.in. posiadał w dożywocie wieś Sokolniki z sołectwem i Skniłów w ziemi lwowskiej, sołectwo w Porsznie, majątki Falęcice i Lekarcice w Kieleckiem, Żorniska i Łozinę, Kliniec, był też właścicielem wsi Sobotnik.
6 stycznia 1691 we Lwowie akt fundacyjny, w którym ufundował kościół Trójcy Świętej i klasztor Trynitarzy w Beresteczku.
Zmarł w 1691 w Krotoszynie w czasie powrotu z Cieplic; został pochowany w kościele Jezuitów we Lwowie.